# اوزون‌اوبا بالا
اوزون‌اوبا بالا (به لاتین: Yuxarı Uzunoba) یک منطقه مسکونی در جمهوری آذربایجان است که در شهرستان بابک واقع شده است. این روستا ۵۴۸ نفر جمعیت دارد.